# Pihelgalaid
Pihelgalaid är en ö utanför Estlands västkust. Den ligger i Varbla kommun i landskapet Pärnumaa, 130 km sydväst om huvudstaden Tallinn. Arean är 0,13 kvadratkilometer. Den ligger 300 meter utanför det estländska fastlandet och i den norra änden av Rigabukten. Den ingår i en grupp öar, bland annat ligger Kitselaid i norr och Kuralaid i söder.